# 上海地铁11号线遭吊车侵入事故
2024年12月22日7时56分，一台履带吊车意外侵入上海轨道交通11号线南翔站至陈翔公路站区间轨道，与1173号列车发生碰撞。事故中无人受伤，地铁接触网受损严重，被迫停运。事故区间经过抢修，列车两个方向于当日21时30分左右和22时50分左右分别恢复运营。

## 背景

### 上海地铁11号线
上海地铁11号线是上海地铁运营线路之一，全长82公里，曾是世界最长地铁线路。支线西起昆山市境内的花桥站，主线北起嘉定北站，东至迪士尼站，事发时是嘉定、安亭等区域连接中心城区的唯一地铁线路。

### 沪嘉-嘉闵联络线
沪嘉高速-嘉闵高架联络线新建工程是沪嘉高速改造工程的一部分，主线全长1.037公里，均为高架快速路。工程沿真南路设置，西端设T形立交接嘉闵高架路，东端设T形立交接沪嘉高速。涉事的工程点位属2标，为东端立交的北向西（NW）右转匝道，该匝道接沪嘉高速路段与11号线并列设置。事故发生前，2标现场已于当年7月成功完成11号线正上方高架梁的吊装，采用“钢梁分段运输至施工现场、现场搭设胎架组拼、整体起吊安装就位”的施工方案。当时现场有两台吊车参与施工，一台为400吨履带吊，另一台为130吨汽吊。该工程由上海城投公路负责建设，施工单位为上海建工集团，监理单位为上海市市政工程管理咨询有限公司。

## 事故经过
7时56分，1173号列车途经事发区段开往陈翔公路时，与吊车相撞，造成列车车窗破碎，被迫停于区间内；涉事吊车被水泥块压倒于现场。事件造成线路的接触网中断，外侧护墙被砸坏一段约5米缺口。事发后，由于停电无法取暖，车内很冷。随后救援人员将车门打开，组织乘客沿高架步行至邻近的陈翔公路站。
事后，运营方将11号线运营区间调整为嘉定北站至马陆站、花桥站至马陆站、武威路站至迪士尼站三段维持运营，同步疏散乘客。久事公交与嘉定公交共开辟5条短驳线路，分别自安亭站、嘉定北站、嘉定新城站、陈翔公路站、南翔站始发，直达尚在运营的武威路站。约14时50分，1173号列车被工程车从事故路段推回赛车场车辆段。上海地铁最初表示事故区段受损严重，有可能将影响次日的早高峰运营。经过抢修，至迪士尼站方向该区间于当日21时30分左右恢复运营，至嘉定北站及花桥站方向列车于22时50分左右恢复运营。

## 调查及后续
事故发生后，应急管理部立即联系上海市应急管理局、消防救援总队及事故现场，指挥救援工作，并要求上海市相关行业开展安全检查。上海市已将该事故提级调查。
2025年4月中旬，事故调查报告公布。调查报告中确认发生事故的箱梁吊装作业为双机协同作业，一台为320吨履带起重机，另一台为260吨履带起重机。事故原因为施工单位违规改变原定计划中260吨起重机的型号和作业位置，且水平度超标、实际载荷超载；320吨起重机与260吨起重机缺乏配合，致使260吨起重机的侧向力超标。报告同时披露事发工地吊装管理存在一系列问题，包括起重机重新安装后未验收、长期不签发吊装令、钢丝绳验收保养管理混乱、项目经理长期不在岗履职、临近施工前未通知轨交方面等。
截至2025年4月下旬，沪嘉—嘉闵联络线跨S5立交“基本完成”，涉事的NW匝道未继续推进施工。6月26日，事发的2标项目在出事后于真南路古猗园路口附近首次恢复重大吊装作业。
涉事列车从事故后长期停泊于赛车场车辆段，未获任何维修或处置计划。